# تیبو
تیبو (به اسپانیایی: Tibú) یک سکونتگاه مسکونی در کلمبیا است که در بخش نورته د سانتاندر واقع شده‌است.

## خصوصیات
تیبو ۲٬۶۹۶ کیلومترمربع مساحت و ۴۰٬۱۸۲ نفر جمعیت دارد و ۷۵ متر بالاتر از سطح دریا واقع شده‌است.